# Brassaiopsis tripteris
Brassaiopsis tripteris là một loài thực vật có hoa trong Họ Cuồng cuồng. Loài này được (H.Lév.) Rehder mô tả khoa học đầu tiên năm 1934.